# Kabinett Pflimlin

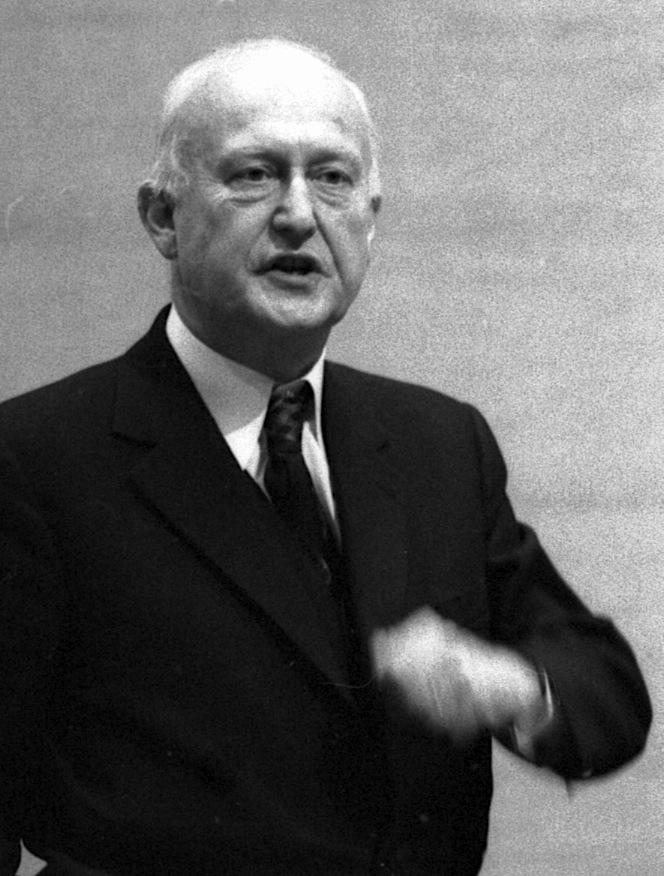
Pierre Pflimlin war 1958 Premierminister

Das Kabinett Pflimlin wurde in Frankreich am 13. Mai 1958 von Premierminister Pierre Pflimlin während der Amtszeit von Staatspräsident René Coty gebildet und löste das Kabinett Gaillard ab. Am 1. Juni 1958 wurde das Kabinett vom Kabinett de Gaulle III abgelöst. Dem Kabinett gehörten Vertreter von Mouvement républicain populaire (MRP), Section française de l’Internationale ouvrière (SFIO), Union des républicains d’action sociale (URAS), Rassemblement Démocratique Africain (RDA), Union démocratique et socialiste de la Résistance (UDSR), Parti républicain, radical et radical-socialiste (PRS), Centre national des indépendants et paysans (CNIP) und Rassemblement des gauches républicaines (RGA)  an.

## Minister
Dem Kabinett gehörten folgende Minister an:
| Amt                                                      | Name                        | Beginn der Amtszeit       | Ende der Amtszeit         |
| -------------------------------------------------------- | --------------------------- | ------------------------- | ------------------------- |
| Premierminister                                          | Pierre Pflimlin             | 14. Mai 1958              | 1. Juni 1958              |
| Vize-Premierminister                                     | Guy Mollet                  | 15. Mai 1958              | 1. Juni 1958              |
| Staatsminister, Minister für die Sahara                  | Édouard Corniglion-Molinier | 14. Mai 1958              | 1. Juni 1958              |
| Staatsminister                                           | Félix Houphouët-Boigny      | 14. Mai 1958              | 1. Juni 1958              |
| Staatsminister                                           | Max Lejeune                 | 17. Mai 1958              | 1. Juni 1958              |
| Siegelbewahrer, Justizminister                           | Robert Lecourt              | 14. Mai 1958              | 1. Juni 1958              |
| Außenminister                                            | René Pleven                 | 14. Mai 1958              | 1. Juni 1958              |
| Innenminister                                            | Maurice Faure Jules Moch    | 14. Mai 1958 17. Mai 1958 | 17. Mai 1958 1. Juni 1958 |
| Minister für nationale Verteidigung und Streitkräfte     | Pierre de Chevigné          | 14. Mai 1958              | 1. Juni 1958              |
| Ministerresident in Algerien                             | André Mutter                | 14. Mai 1958              | 1. Juni 1958              |
| Minister für Finanzen, Wirtschaft und Planung            | Edgar Faure                 | 14. Mai 1958              | 1. Juni 1958              |
| Minister für nationale Bildung                           | Jacques Bordeneuve          | 14. Mai 1958              | 1. Juni 1958              |
| Minister für öffentliche Arbeiten, Verkehr und Tourismus | Édouard Bonnefous           | 14. Mai 1958              | 1. Juni 1958              |
| Minister für Industrie und Handel                        | Paul Ribeyre                | 14. Mai 1958              | 1. Juni 1958              |
| Landwirtschaftsminister                                  | Roland Boscary-Monsservin   | 14. Mai 1958              | 1. Juni 1958              |
| Minister für die Überseegebiete                          | André Colin                 | 14. Mai 1958              | 1. Juni 1958              |
| Minister für Arbeit und soziale Sicherheit               | Paul Bacon                  | 14. Mai 1958              | 1. Juni 1958              |
| Minister für öffentliche Gesundheit und Bevölkerung      | André Maroselli             | 14. Mai 1958              | 1. Juni 1958              |
| Minister für Wiederaufbau und Stadtplanung               | Pierre Garet                | 14. Mai 1958              | 1. Juni 1958              |
| Minister für Veteranen und Kriegsopfer                   | Vincent Badie               | 14. Mai 1958              | 1. Juni 1958              |
| Informationsminister                                     | Albert Gazier               | 17. Mai 1958              | 1. Juni 1958              |
| Minister ohne Geschäftsbereich                           | Maurice Faure               | 17. Mai 1958              | 1. Juni 1958              |